# Механічний балет
«Механічний балет» (фр. Ballet Mécanique) — дадаїстський пост-кубістський фільм, який був задуманий і написаний французьким художником Фернаном Леже у співпраці з американським кінорежисером Дадлі Мьорфі (Dudley Murphy). У фільмі використовується музичний балет американського композитора Джорджа Антейла (George Antheil) .

### Історія балету
Механічний балет Антейла (1924 р) спершу був задуманий як супровід до фільму, який було заплановано до показу на Міжнародній виставці нової театральної техніки у Відні, що була представлена Фредериком Кіслером. Музика Антейла для Ballet Mécanique стала концертною п'єсою. У 1926 році, в Парижі, балет був поставлений самим композитором. Прем'єра балету зустріла гостру критику. Навколо нього довго точились сварки у публіці, які переросли у бійку. 

Ballet Mécanique відомий своїм радикально-повторюваним стилем та інструментами, комбінує в собі атональну музику і джазові ритми. Сам Антейл не був дадаїстом, хоча у нього було багато лрузів друзів та прихильників з цієї спільноти. 

Виконання: це твір написаний не для живих виконавців, танцюристів, а для механічних інструментів. Серед яких — піанола, пропелер літака та електричні дзвіночки, що рухаються на сцені як машини і забезпечують візуальну сторону балету. Дивний склад інструментів породжував густий шум звучання.

У 1927 році Антейл аранжував першу частину балету для механічного фортепіано Welte-Mignon. Перше виконання на такому інструментів відбулось в «Deutsche Kammermusik Baden-Baden» у 1927 році. На сьогодні такі механічні фортепіано вважаються загубленими. 

Оригінальний склад інструментів передбачав 16 піанол у чотирьох частинах, 2 звичайні фортепіано, 3 ксилофони, щонайменше 7 дзвіночків, 3 пропелери, сирена, 4 бас-барабани і 1 там-там. Але такий великий набір піанол не було можливості зберегти так багато синхронних фортепіано, тому ранні вистави об'єднали чотири частини в один набір піанол з двома роялями і додатковими інструментами  [Архівовано 9 липня 2017 у Wayback Machine.].

У 1999 році Університет штату Массачусетс Лоуелл перкусійний ансамбль виконав повністю автоматизовану адаптацію, використовуючи робототехнічні та MIDI-контрольні інструменти.

Музика і фільм були успішно об'єднані в 2000 році Паулем Лехременом, який застосував редагований варіант оригінальної оркестровки, в якому він використав піаноли, записані після виконання Лоуелла, а інші інструменти грали в електронному вигляді. 

У 2002 році була випущена версія музики для живого складу виконавців (яка потребувала подальшого редактування, оскільки живі виконавці не могли виконувати музику настільки швидко, наскільки могли це робити електронні інструменти) і відбулась прем'єра в Колумбусі, штат Огайо, ансамблем Peabody Conservatory of Music, під керівництвом Джуліана Пеллікано.